# Lecabela Quaresma
Pour les articles homonymes, voir Quaresma.
Lecabela Quaresma (née le 26 décembre 1989 dans le district d'Água Grande à Sao Tomé-et-Principe) est une athlète santoméenne naturalisée portugaise en 2014, spécialiste des épreuves combinées.

## Biographie
Sous les couleurs de Sao Tomé-et-Principe, elle remporte la médaille de bronze du relais 4 × 400 mètres aux Jeux de la Lusophonie 2009. En 2012, elle se classe 6e du triple saut des championnats d'Afrique, à Porto-Novo au Bénin. Elle participe aux Jeux olympiques de 2012, à Londres, dans lesquels elle est le porte-drapeau de l'équipe de Sao Tomé-et-Principe. Elle s'incline dès les séries du 100 mètres haies.
Elle obtient la naturalisation portugaise le 31 mars 2014 et se spécialise dans les épreuves combinées. Elle remporte quelques semaines plus tard la médaille de bronze de l'heptathlon aux championnats ibéro-américains et se classe quatrième de l'édition suivante, en 2016.
En 2017, au pentathlon, elle se classe 7e des championnats d'Europe en salle de Belgrade, avec 4 444 points. Elle termine 22e de l'heptathlon des championnats du monde 2017, à Londres.
Elle est sélectionnée, en février 2018, pour les championnats du monde en salle de Birmingham. Lors de ces championnats, elle termine à la 8e place avec 4 424 points.

## Palmarès
| Date                              | Compétition                           | Lieu                                  | Résultat                          | Épreuve                           | Temps                             |
| Représentant Sao Tomé-et-Principe | Représentant Sao Tomé-et-Principe     | Représentant Sao Tomé-et-Principe     | Représentant Sao Tomé-et-Principe | Représentant Sao Tomé-et-Principe | Représentant Sao Tomé-et-Principe |
| --------------------------------- | ------------------------------------- | ------------------------------------- | --------------------------------- | --------------------------------- | --------------------------------- |
| 2009                              | Jeux de la Lusophonie                 | Lisbonne                              | finale                            | 100 m haies                       | DNF                               |
| 2009                              | Jeux de la Lusophonie                 | Lisbonne                              | 3e                                | 4 x 400 m                         | 4 min 06 s 14                     |
| 2009                              | Jeux de la Lusophonie                 | Lisbonne                              | 3e                                | Triple saut                       | 13,07 m                           |
| 2011                              | Jeux africains                        | Maputo                                | 7e                                | Triple saut                       | 12,96 m                           |
| 2012                              | Championnats d'Afrique                | Porto Novo                            | 6e                                | Triple saut                       | 13,25 m                           |
| Représentant le Portugal          |                                       |                                       |                                   |                                   |                                   |
| 2014                              | Championnats ibéro-américains         | São Paulo                             | 3e                                | Heptathlon                        | 5 574 pts                         |
| 2015                              | Coupe d'Europe d'épreuves combinées   | Inowrocław                            | 3e                                | Heptathlon                        | 5 792 pts                         |
| 2016                              | Championnats ibéro-américains         | Rio de Janeiro                        | 4e                                | Heptathlon                        | 5 726 pts                         |
| 2017                              | Championnats d'Europe en salle        | Belgrade                              | 7e                                | Pentathlon                        | 4 444 pts                         |
| 2017                              | TNT Express Meeting                   | Kladno                                | 4e                                | Heptathlon                        | 6 174 pts                         |
| 2017                              | Championnats du monde                 | Londres                               | 22e                               | Heptathlon                        | 5 788 pts                         |
| 2017                              | Coupe du monde des épreuves combinées | Coupe du monde des épreuves combinées | 14e                               | Heptathlon                        | 17 823 pts                        |
| 2018                              | Championnats du monde en salle        | Birmingham                            | 8e                                | Pentathlon                        | 4 424 pts                         |
| 2018                              | Championnats d'Europe                 | Berlin                                | 16e                               | Heptathlon                        | 5 950 pts                         |

## Records
| Épreuve           | Performance   | Lieu       | Date           |
| ----------------- | ------------- | ---------- | -------------- |
| 100 mètres haies  | 13 s 56       | Kladno     | 17 juin 2017   |
| Saut en hauteur   | 1,80 m        | Kladno     | 17 juin 2017   |
| Lancer du poids   | 14,61 m       | Kladno     | 17 juin 2017   |
| 200 mètres        | 24 s 98       | Kladno     | 17 juin 2017   |
| Saut en longueur  | 6,13 m        | Inowroclaw | 5 juillet 2015 |
| Lancer du javelot | 40,54 m       | Arona      | 5 juin 2016    |
| 800 mètres        | 2 min 11 s 03 | Kladno     | 18 juin 2017   |
| Heptathlon        | 6 174 pts     | Kladno     | 18 juin 2017   |

| Épreuve          | Performance   | Lieu     | Date            |
| ---------------- | ------------- | -------- | --------------- |
| 60 mètres haies  | 8 s 39        | Aubière  | 28 février 2016 |
| Saut en hauteur  | 1,78 m        | Belgrade | 3 mars 2017     |
| Lancer du poids  | 14,29 m       | Bordeaux | 19 février 2017 |
| Saut en longueur | 6,06 m        | Bordeaux | 19 février 2017 |
| 800 mètres       | 2 min 16 s 49 | Belgrade | 3 mars 2017     |
| Pentathlon       | 4 473 pts     | Bordeaux | 19 février 2017 |